# Deborah Knox
Deborah Knox –conocida como Debbie Knox– (Dunfermline, 26 de septiembre de 1968) es una deportista británica que compitió en curling. Participó en dos Juegos Olímpicos de Invierno, obteniendo una medalla de oro en Salt Lake City 2002 y el quinto lugar en Turín 2006.

## Palmarés internacional
| Juegos Olímpicos | Juegos Olímpicos                | Juegos Olímpicos | Juegos Olímpicos |
| Año              | Lugar                           | Medalla          | Prueba           |
| ---------------- | ------------------------------- | ---------------- | ---------------- |
| 2002             | Salt Lake City (Estados Unidos) | Medalla de oro   | Equipo           |